# Linfoma folicular
El linfoma folicular es un tipo de neoplasia hematológica o enfermedad maligna del sistema inmune, en particular de linfocitos B. Es el más común de los linfomas no Hodgkin indolentes (de lento crecimiento), y es el segundo más frecuente de todos los linfomas no Hodgkin. Se define como linfoma centro folicular de células B (centrocitos y centroblastos). Es positivo para marcadores de células B: CD10, CD19, CD22, y normalmente CD20, pero casi siempre negativos para CD5.
Hay varios sinónimos y denominaciones obsoletas para esta enfermedad, como linfoma centrocítico/centroblástico, linfoma nodular y enfermedad de Brill-Symmers.

## Morfología

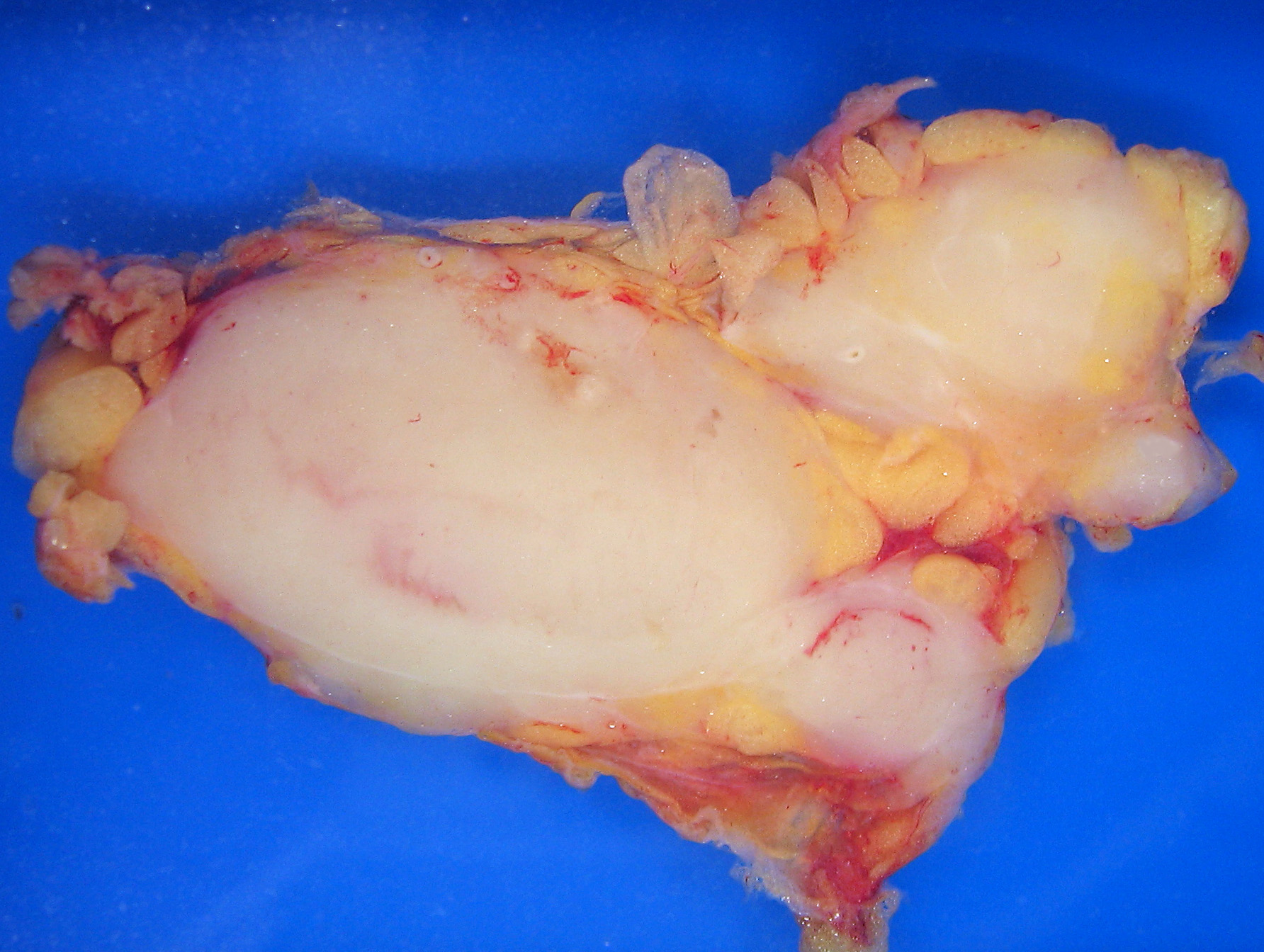
El linfoma folicular invadiendo un ganglio linfático.

El tumor está compuesto de folículos que contienen una mezcla de centrocitos o células clivadas del centro folicular (nomenclatura americana más vieja), "células pequeñas", y centroblastos (Kiel la nomenclatura adoptada por la OMS) o células grandes no-cliavedas del centro folicular (nomenclatura americana más vieja), "células grandes". Estos folículos están rodeados por células no malignas, mayoritariamente células T. En los folículos, predominan típicamente los centrocitos y los centroblastos son normalmente la minoría.

## Grados

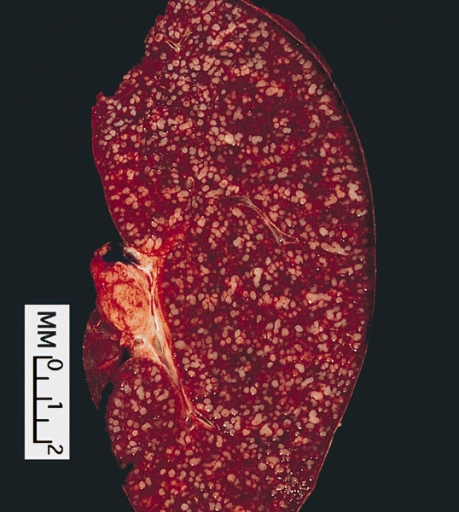
Aspecto clásico del bazo infiltrado por linfoma folicular, concretamente la presencia de discreto nódulos en el parénquima, de aspecto militar.

Según la clasificación de la Organización Mundial de la Salud (OMS) criterios, la enfermedad se clasifica morfológicamente en:
- Grado 1 (<5 centroblastos por campo de alto poder (hpf))
- Grado 2 (6–15 centroblastos/hpf)
- Grado 3 (>15 centroblastos/hpf).

Grado 3 a su vez se divide en:
- Grado 3A (centrocitos aun presentes)
- Grado 3B (los folículos consisten casi enteramente de centroblastos)

La OMS en 2008 actualizó la clasificación y los grados 1 y 2 se denominan linfoma folicular de bajo grado, el grado 3A linfoma folicular de alto grado, y grado 3B como Linfoma Difuso de Células Grandes B (DLBCL).

## Causas
La translocación entre cromosoma 14 y 18 resulta en la sobreexpresión del gen bcl-2. La proteína producto de bcl-2 está implicada en el bloqueo de la apoptosis, por lo tanto las células con sobreexpresión de esta proteína están protegidas contra la muerte celular programada. El gen bcl-2 normalmente está en el cromosoma 18, y la translocación mueve el gen cercano al sitio de iniciación de la cadena pesada de inmunoglobulinas en el cromosoma 14.
También se ha implicado en la patógena a translocaciones de BCL6.

## Tratamiento
No hay consenso con respecto al mejor protocolo de tratamiento. Varias consideraciones tendrían que ser tenidas en cuenta incluyendo edad, etapa, y scores pronósticos. Pacientes con enfermedad avanzada pero asintomática podrían beneficiarse de una conducta expectante dado que el tratamiento temprano no proporciona beneficio de supervivencia. Cuándo los pacientes son sintomáticos, el tratamiento suele ser necesario, el cual podría incluir varias combinaciones de alquilantes, regímenes sobre la base de antraciclinas (p. ej., CHOP),  anticuerpos monoclonales (rituximab),
radioinmunoterapia, trasplante autólogo o alogénico de médula ósea. La enfermedad está considerada como incurable (a pesar de que el trasplante tiene la potencialidad de ser curativo, la mortalidad del procedimiento es demasiado alto para ser una opción de primera línea). La excepción es la enfermedad localizada, la que puede ser curada con radioterapia local.
La terapia personalizada con vacunación idiotípica presenta resultados prometedores, particularmente como terapia de primera línea,  pero todavía debe probar su eficacia en ensayos clínicos randomizados.
En 2010 Rituximab fue aprobado como tratamiento de primera línea en mantenimiento para linfoma folicular. La evidencia pre-clínica sugiere que rituximab podría ser también utilizado en combinación con integrin inhibitors para vencer la resistencia a rituximab mediado por células estromales.
Resultados de ensayos clínicos publicados en junio de 2012 mostraron que bendamustine, un fármaco desarrollado en Alemania del Este en 1960, aumenta a más del doble la supervivencia libre de progresión cuando es administrada en combinación con rituximab. La combinación también implica menos efectos adversos que el tratamiento estándar (una combinación de cinco fármacos—rituximab, cyclophosphamide (Cytoxan), doxorubicina (Adriamycin), vincristine y prednisona, en conjunto llamado R-CHOP).
Hay un número amplio de pruebas clínicas actuales para esta enfermedad.

## Pronóstico
La supervivencia es de alrededor de 10 años, pero la gama es amplia, de menos de un año, a más de 20 años. Algunos pacientes pueden vivir sin nunca necesitar tratamiento. El índice de supervivencia global a 5 años es 72-77%.

## microRNA Expresión
Recientemente, se ha descrito que RNA cortos no-codificantes o microRNAs (miRNAs) tienen funciones importantes en la biología de los linfomas, incluyendo linfoma folicular. En células B malignas los miRNAs participan en vías fundamentales para el desarrollo de las células B como el receptor de célula B (BCR), adhesión de migración/de la célula, interacciones de la célula B con nichos inmunes, y la producción y el cambio de isótopo de las inmunoglobulinas. Los miRNAs influencian la maduración, generación de células pre-B, de la zona marginal, células foliculares, células B1, células plasmáticas y células B de memoria.

## Epidemiología
De todos los cánceres que implican linfocitos B, 22% de los casos son linfomas foliculares.

## Grupo de apoyo para pacientes con linfoma folicularhttps://www.facebook.com/groups/563512811313198/?ref=share
- Comunidad de Recurso en línea para Linfoma Folicular.
- Página de recurso para linfoma folicular.

- Datos: Q123251
- Multimedia: Follicular lymphoma / Q123251